# Lorie Lindahl
Lorie Louise Lindahl (Hermosa Beach, 14 marzo 1941 – Long Beach, 8 dicembre 2005) è stata una cestista e allenatrice di pallacanestro statunitense.

## Carriera
Con gli Stati Uniti ha disputato i Campionati mondiali del 1967.